# Vittinge kyrka

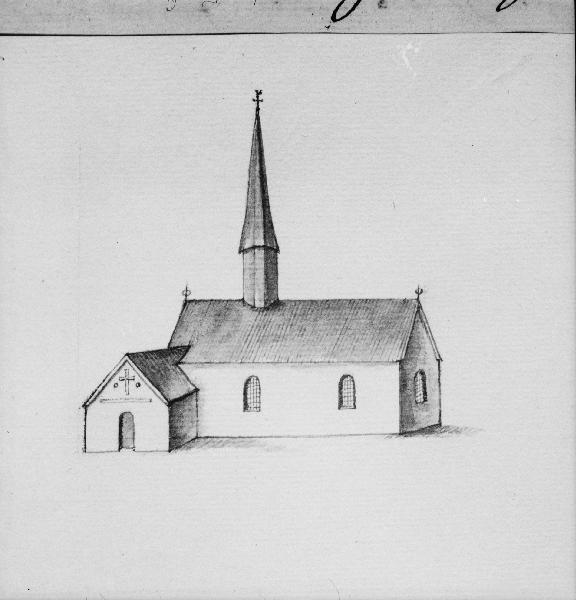
Vittinge kyrka omkring 1719. Teckning av Johan Peringskiöld.

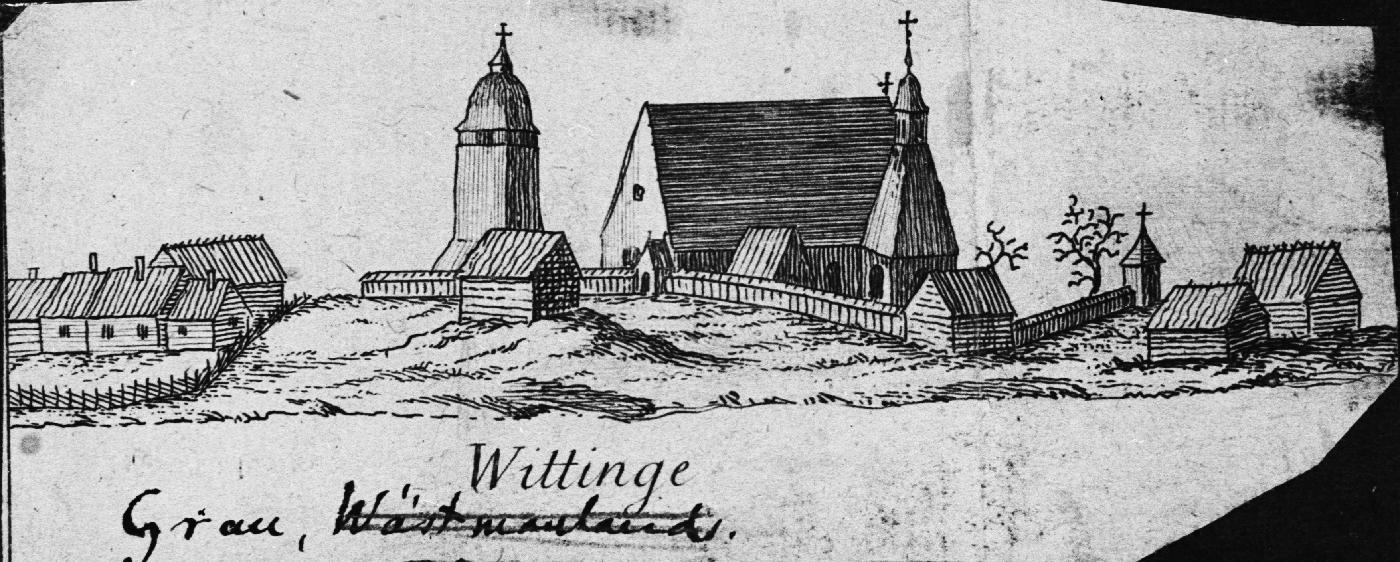
Vittinge kyrka med omgivningar omkring 1754 efter teckning av Olof Grau.

Vittinge kyrka är en kyrkobyggnad som tillhör Vittinge församling i Uppsala stift. Kyrkan ligger omkring fyra kilometer väster om samhället Vittinge i Heby kommun. Kyrkplatsen omges av jordbruksbygd som tidigare har varit mycket rik på skog.

## Kyrkobyggnaden
Kyrkan har medeltida ursprung och består av ett rektangulärt långhus som smalnar av något mot öster. En bred korsarm sträcker sig ut vid långhusets norra sida. Sakristian är belägen vid korsarmens östra sida och norr om koret. Söder om koret finns ett vidbyggt gravkor och en kraftig strävpelare.

### Tillkomst och ombyggnader
Enligt en sägen skulle kyrkan ha invigts år 1308. Äldsta murarna finns troligen i långhusets mittparti, som måste vara äldre än 1300-talet. Nuvarande rakt avslutade kor uppfördes omkring år 1300. Vid 1400-talets senare hälft slogs nuvarande tegelvalv, som ersatte tidigare tunnvalv, troligen av trä. Putsspår på östra gavelröstets insida visar att innertaket tidigare hade tunnvalv. Sakristian uppfördes någon gång vid slutet av medeltiden. Långhuset förlängdes åt väster under 1500-talet eller i början av 1600-talet. Omkring mitten av 1600-talet uppfördes Yxkullska gravkoret vid södra sidan och strävpelaren vid korets sydöstra sida. Södra väggen fick öppnas upp när gravkoret byggdes och förmodligen var det därför som strävpelaren blev nödvändig. Vid mitten av 1700-talet var kyrkan för liten och man planerade att bygga om den till en korskyrka genom att tillfoga korsarmar åt norr och söder. 1754 färdigställdes norra korsarmen, som också kallas nykyrkan. Södra korsarmen byggdes dock aldrig. 1756 togs en ny ingång upp vid långhusets västra kortvägg. Troligen var det då som vapenhuset vid sydvästra sidan revs. Spår finns ännu kvar marken efter vapenhusets grundmurar. En restaurering genomfördes åren 1892-1894 då kyrkorummets medeltida målningar, som är i Albertus Pictors stil, togs fram. Målningarna hade överkalkats 1706. Man gick hårdhänt fram och lät göra nya målningar ovanpå de bevarade resterna. Vid samma restaurering byttes bänkarna och altarringen ut mot andra i imiterad gotik. En restaurering genomfördes åren 1970-1971 då ett nytt koppartak lades, målningarna rengjordes och interiören målades om.

## Inventarier
- Predikstolen är skänkt till kyrkan 1680. Runt korgen finns bilder av Jesus och evangelisterna. Tillhörande timglas är skänkt 1755.
- Dopstället av grön marmor är skänkt till kyrkan 1777. En dopskål i rokoko är från 1762. 1917 fanns ännu skaftet kvar av en medeltida dopfunt som var huggen av kalksten.
- Kyrkans första orgel byggdes 1832 av Gustaf Andersson och är än idag i bruk efter flera reparationer.
- På altaret står ett krucifix från 1700-talet.
- En ljuskrona av mässing är från 1754.

## Omgivning
- Utanför kyrkporten står klockstapeln som uppfördes 1739-1742 av klockaren i Skoklosters kyrka Jonas Stenius. Tidigare stapel var en öppen konstruktion. I början av 1900-talet planerade man att ersätta klockstapeln med ett kyrktorn, men ärkebiskop Nathan Söderblom lyckades övertala sockenborna att behålla sin klockstapel. Av stapelns kyrkklockor är storklockan gjuten 1758 av Isaac Rockman, medan lillklockan är gjuten 1643 av Andreas Hansson Hök.
- På kyrkogården finns ett bårhus, uppfört 1777 som gravkapell.
- En träbyggnad i kyrkogårdens sydvästra hörn antas härstamma från 1600-talet.

### Orgel
- 1833 byggde Gustaf Andersson, Stockholm en orgel..
- 1929 byggde Olof Hammarberg, Göteborg en orgel bakom den gamla orgelfasaden. Orgeln avlägsnades 1968.
- Den nuvarande orgeln är från 1833 av Gustaf Andersson. Orgeln är mekanisk och har slejflådor. 1968 renoverades orgeln av Mads Kjersgaard, Uppsala.

| Manual                 | Pedal             | Koppel   |
| Dubbel Fleut 8'        | Subbas 16' (1929) | Man/Ped. |
| Fugara 8'              | Octava 8' (1929)  |          |
| Principal 4'           |                   |          |
| Fleut 4' (1833/1968)   |                   |          |
| Qvinta 3' (1968)       |                   |          |
| Octava 2'              |                   |          |
| Trompet 8' B/D (h0/c1) |                   |          |

### Webbkällor
- Upplandia.se - En site om Uppland